# 止血马唐
止血马唐（学名：Digitaria ischaemum）为禾本科马唐属下的一个种。

## 扩展阅读
維基物種上的相關：止血马唐